# Eugen Fischer
Eugen Fischer (født 5. juli 1874 i Karlsruhe i Baden-Württemberg i Tyskland, død 9. juli 1967 i Freiburg im Breisgau i Baden-Württemberg i Tyskland) var en tysk arvelighedsforsker, racehygijniker, læge og antropolog.
Under 2. verdenskrig var han en af de læger, der havde til opgave at gennemgå jødernes forhold for at sende dem til dødslejre.